# Norbert Blüm
Norbert Blüm (Rüsselsheim am Main, 21 de julio de 1935-Bonn, 23 de abril de 2020) fue un político alemán, que se desempeñó como ministro de Trabajo y Asuntos Sociales durante la época de Helmut Kohl como canciller de Alemania. Blüm fue el único miembro del gabinete que desempeñó su función durante los dieciséis años de Kohl en el gobierno (1982-1998). 
Blüm también se desempeñó como legislador federal de Renania del Norte-Westfalia, presidente de la Unión Demócrata Cristiana de Alemania en Renania del Norte-Westfalia (1987-1999) y miembro del Bundestag de 1972 a 1981 y nuevamente de 1983 a 2002. 

## Educación y primeros años
Nacido en Rüsselsheim, en un hogar de obreros, Blüm asistió a la Volksschule. Más tarde se entrenó y trabajó localmente como fabricante de herramientas para Opel hasta 1957, donde fue representante juvenil de la fábrica. En 1961 pasó su Abitur (bachillerato) en una escuela nocturna en Mainz, obteniendo así la calificación de ingreso a la universidad. Durante este tiempo, fue miembro fundador de la afiliación local de Boy Scouts, Deutsche Pfadfinderschaft Sankt Georg.
Estudió lengua y literatura alemanas, historia, filosofía y teología en la Universidad de Bonn y en la Universidad de Colonia hasta 1967. Ese año recibió su doctorado en filosofía (PhD) con la disertación Willenslehre und Soziallehre bei Ferdinand Tönnies. Ein Beitrag zum Verständnis von "Gemeinschaft und Gesellschaft".

## Carrera política

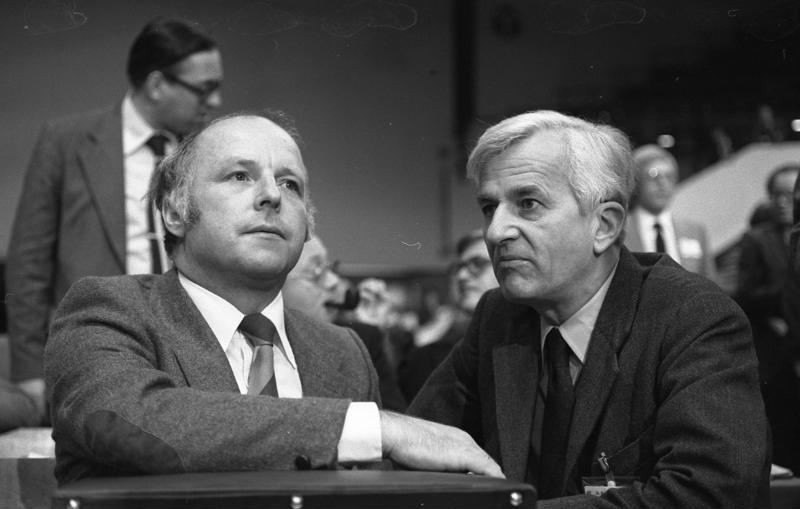
Norbert Blüm (izquierda) con Richard von Weizsäcker en 1978.

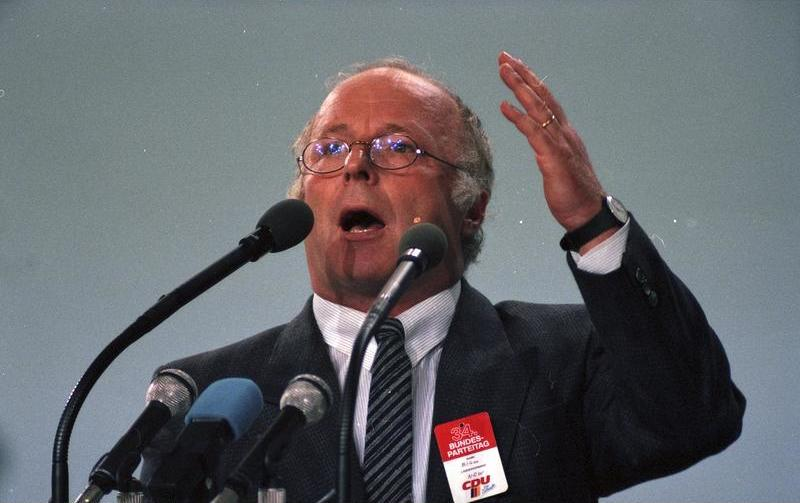
Norbert Blüm en 1986.

En 1950, a los 15 años, Blüm se unió a la Unión Demócrata Cristiana (Christlich Demokratische Union, CDU). Era asociado con el ala izquierda de su partido, identificado en general con la centro derecha.
Entre 1977 y 1987, Blüm fue presidente de la Unión de Trabajadores Demócrata Cristiana. Fue miembro del comité ejecutivo federal de la CDU desde 1969 hasta 2000. Fue presidente de la CDU del estado de Renania del Norte-Westfalia de 1987 a 1999. 
Blüm fue miembro del Bundestag por la CDU de 1972 a 1981 y de 1983 a 2002. Desde 1981 a 1982 fue senador de Berlín. Fue vicepresidente de la CDU federal en los periodos 1981-1990 y 1992-2000.
Blüm fue ministro federal de Trabajo y Asuntos Sociales de 1982 a 1998. Como ministro, fue responsable de las reformas y cambios en el sistema de pensiones. Su mayor éxito político fue la introducción del seguro de cuidados de enfermería (Pflegeversicherung) en 1995, después de que esos planes de reforma fueron debatidos de forma acalorada y polémica en el Bundestag.
En 1986 visitó Chile, entonces bajo dictadura militar, ocasión en que se reunió con Carmen Gloria Quintana, víctima de violaciones a los derechos humanos, y con el dictador Augusto Pinochet, a quien enfrentó por el caso de Quintana, llamándolo «torturador».

## Vida personal
Blüm estuvo casado con Marita Blüm (nacida Binger) desde 1964. La pareja tuvo tres hijos, un hijo y dos hijas. 
Después de sufrir envenenamiento de la sangre en 2019, Blüm quedó paralizado en sus brazos y piernas.
Falleció a los 84 años en Bonn, el 23 de abril de 2020.

## Premios
- 2000: Premio Münchhausen[12]
- 2001: Premio Leipzig de Derechos Humanos
- 2005: Premio Leopold Kunschak[13]